# Mitzpe Hila
Pour les articles homonymes, voir Hila.
Mitzpe Hila (מִצְפֵּה הִלָּה) ou simplement Hila est un village dans le nord d'Israël à l'ouest de la Galilée près de la frontière libanaise. Sa population atteint[Quand ?] le nombre de 572 habitants (140 familles)[réf. souhaitée]. Son économie repose sur le tourisme.

## Histoire
Ce village est construit à l'aide de matériaux venus d'Afrique du Sud. Il est originellement appelé Mitzpe Ziv par rapport à Har Ziv, la montagne sur laquelle il est construit. Le village est régulièrement[Quand ?] attaqué par des missiles Katioucha.
Il a fêté les 30 ans de sa fondation le 19 mai 2010.

## Résidents célèbres
- Gilad Shalit, soldat israélien capturé par des palestiniens en 2006. Sa famille a cofondé le village.